# Bestorming van het Braziliaanse parlement
Op 8 januari 2023 vond een bestorming van het Braziliaanse parlement plaats.
De bestorming werd uitgevoerd door aanhangers van de voormalige president Jair Bolsonaro, nadat die een nederlaag had geleden bij de verkiezingen van 2022 en Lula da Silva als zijn opvolger was geïnstalleerd.
De menigte viel de overheidsgebouwen in de hoofdstad Brasília aan en beschadigde het Federaal Hooggerechtshof, het Nationaal Congresgebouw en het presidentieel paleis Planalto in de Praça dos Três Poderes, in een poging om de democratisch gekozen Lula da Silva omver te werpen. Lula da Silva was een week eerder, op 1 januari 2023, geïnstalleerd.
Ten tijde van de rellen waren noch Lula noch Bolsonaro in Brasília: Lula was in Araraquara, een stad in het binnenland van São Paulo, met de burgemeester Edinho Silva en de ministers Luiz Marinho, Jader Barbalho Filho en Waldez Goés. Bolsonaro was in Orlando in de Verenigde Staten, waar hij in de laatste dagen van 2022, nog tijdens zijn ambtstermijn, verbleef.
Het duurde meer dan vijf uur voordat de Braziliaanse veiligheidstroepen alle drie de gebouwen van de relschoppers hadden ontruimd. De bestorming van de overheidsgebouwen lokte snel veroordeling uit van regeringen over de hele wereld. Als reactie op de aanval kondigde Lula da Silva om 18.00 uur lokale tijd de noodtoestand af, tot eind januari 2023.